# Okapi Aalstar
O Okapi Aalstar é um clube profissional de basquetebol sediado na cidade de Aalst, Bélgica que atualmente disputa a Liga Belga. Foi fundado em 1949 e manda seus jogos no ginásio no Okapi Forum que possui capacidade de 2.800 espectadores.